# Crambus adippellus
Crambus adippellus is een vlinder uit de familie van de grasmotten (Crambidae). De wetenschappelijke naam van de soort is voor het eerst geldig gepubliceerd in 1817 door Germar & Zincken.